# Saské království
Saské království (německy Königreich Sachsen) byl státní útvar na většině území dnešní spolkové země Sasko a na jihozápadě moderního Polska, existující v letech 1806–1918. Po celou jeho existenci mu vládl rod Wettinů resp. jejich albertinská větev. Největšího územního rozsahu saské království dosáhlo v letech 1806–1815. Království zaniklo v roce 1918 ve víru listopadové revoluce, kdy padly všechny německé monarchie.

## Sasko a Wettinové
Rod Wettinů získal za oddané služby vévodství v roce 1423 Sasko-Wittenberg a spolu s ním i kurfiřtský hlas, čímž vzniklo Saské kurfiřtství. Rod Wettinů tak soustředil ve svých rukách jak titul saského kurfiřta, tak i vévody.
Po bratrovražedných válkách v dalších desetiletích došlo 11. listopadu 1485 v Lipsku k novému rozdělení wettinských zemí mezi kurfiřta Ernsta (1464–1486) a Albrechta, přičemž první dostal vlastní Míšeňsko, druhý Durynsko, a Osterland si rozdělili mezi sebe. Zároveň tak byly vytvořeny dvě linie rodu: ernestinská (kurfiřtská) a albertinská (vévodská). Poslední kurfiřt z ernestinské linie byl sesazen 19. května 1547 po porážce ve šmalkaldské válce, a tak přešel 4. června 1547 kurfiřtský titul spolu s částí území na vévodu Mořice Saského (1541–1553) z albertinské větve. Albertinské větvi už vláda nad vlastním Saskem zůstala.

## Napoleonské období (1806–1815)

Vlajka království do roku 1815

V období napoleonských válek bojovalo nejprve Sasko až do roku 1806 proti Napoleonovi, ovšem po porážce v bitvě u Jeny, stojíc bezbranné proti vítězi přijalo 11. prosince 1806 v Poznani nabízený mír. Saský kurfiřt Fridrich August III. tu toho dne vstoupil do Rýnského spolku, obdržel královský titul (dál vládl jako král Fridrich August I.) a kurfiřtství tím de facto zaniklo.
8. července 1807 získalo Saské království jako spojenec Napoleona tylžským mírem Varšavské knížectví, od Pruska Chotěbuz (Cottbus), od Rakouska pak následně Západní Halič a Krakovsko. V bitvě u Lipska (16. – 19. října 1813) bojovalo saské vojsko nejprve na straně Napoleona, ovšem 18. října přešlo saské vojsko na stranu protinapoleonské koalice a 19. října padl v dobytém Lipsku do zajetí sám král a Sasko se jako dobytá země z rozhodnutí vídeňského kongresu dostalo od 28. října 1813 do 8. června 1815 pod přímou správu Pruska a Ruska.

## Období od Vídeňského kongresu do roku 1871

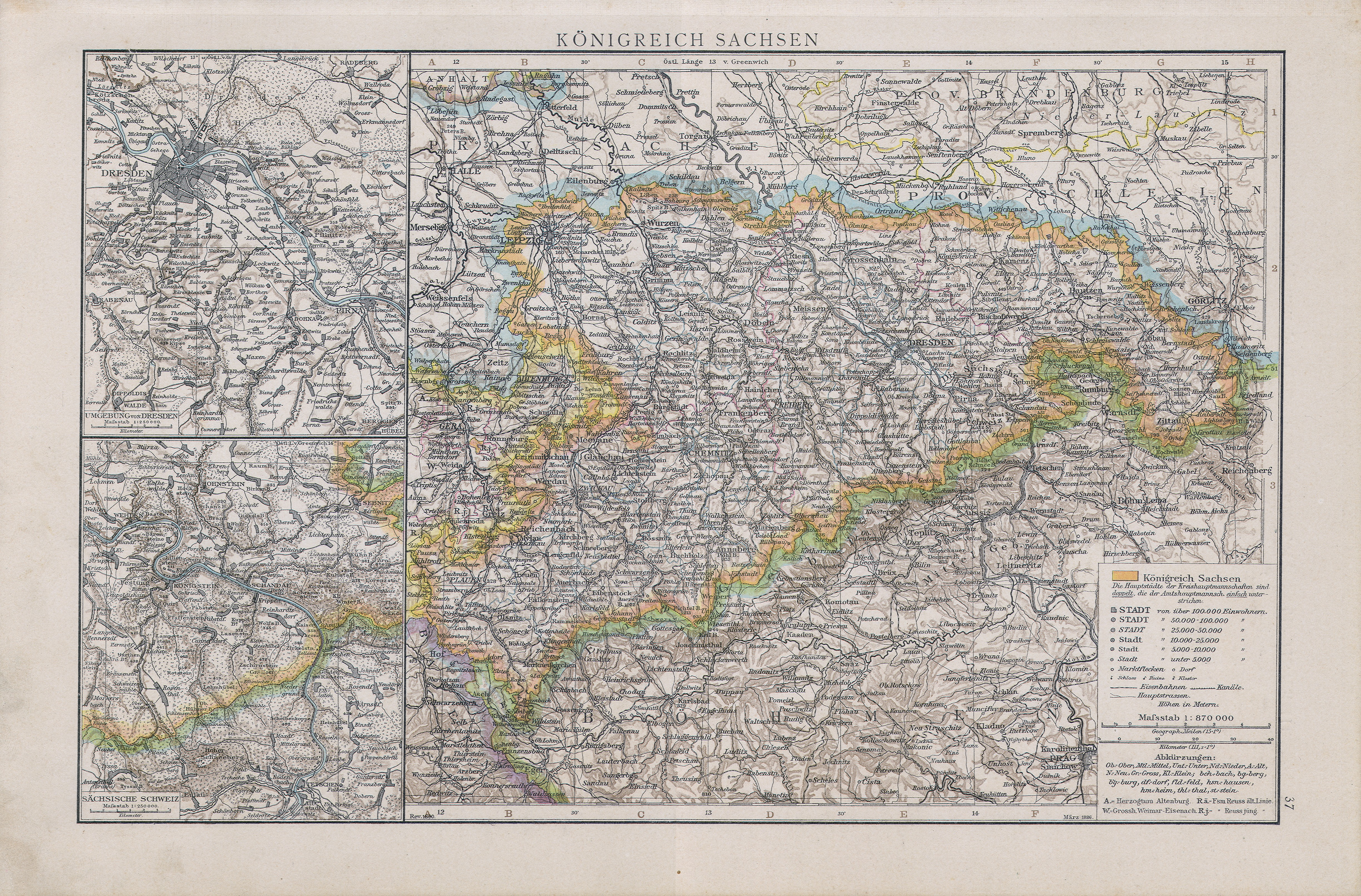
Mapa Saského království z roku 1890

Na Vídeňském kongresu byl 18. května 1815 saský král Fridrich August I. donucen odstoupit Prusku celou Dolní Lužici a severovýchodní část Horní Lužice společně s dalšími oblastmi, které byly integrální součástí Saského království (například částí krajů Míšeňského a Lipského, Wittenbersko, Durynský, Neustädtenský kraj, většinu biskupství Merseburg, téměř celé biskupství Naumburg a Henneberg). Celkem Sasko ztratilo 58 % území a jeho rozloha pak činila už jen 14 993 km². Navíc bylo donuceno vstoupit do Německého spolku.
Za krále Antonína I. (1827–1836) byl pod vlivem francouzské červencové revoluce dosavadní stavovský stát přeměněn v konstituční monarchii. Ústavou ze 4. září 1831 byl zřízen dvoukomorový sněm, v němž první komoru tvořili členové dosavadního stavovského sněmu, druhou 75 poslanců volených na 6 let. Roku 1832 byla v Sasku zrušena robota a roku 1833 a roku 1834 poddanství.

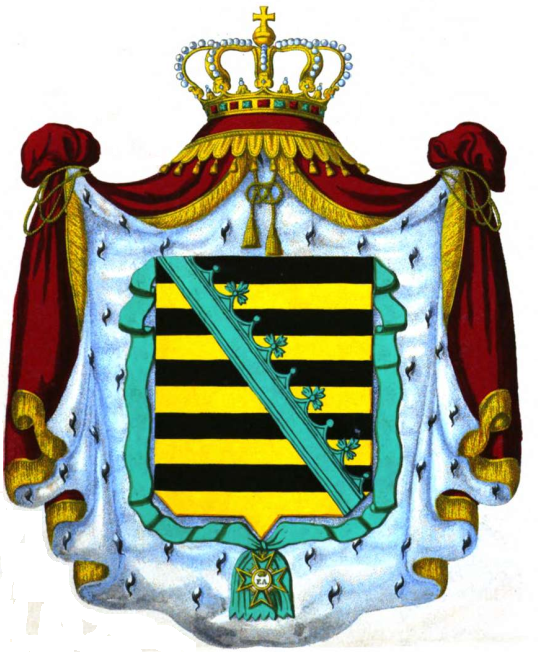
Znak království z roku 1846

Smlouvou z 24. března 1833 přistoupilo Sasko k německému celnímu spolku, čemuž se až dosud z nechuti k Prusku bránilo. Tím se saskému průmyslu otevřela cesta k dalším odbytištím a nastartoval se výrazný hospodářský růst. Za krále Fridricha Augusta II. (1836–1854) byla roku 1837 zahájena paroplavba na Labi, zakládány železnice a zřizovány telegrafy (1850). Díky průmyslovému rozkvětu rychle stoupal počet obyvatel a současně rostlo občanské sebevědomí. Rok 1848 přinesl zrušení cenzury v Sasku, svobodu shromažďovací a reformu dvoukomorového sněmu: do první komory volili největší daňoví poplatníci a do druhé každý na základě všeobecného hlasovacího práva. Ale když král neschválil sněmovní návrh nové ústavy a sněm 28. dubna 1849 rozpustil, došlo v Drážďanech 3. – 9. května k pouliční vzpouře, která byla s pruskou pomocí potlačena.
3. června 1850 pak byla zrušena ústava, omezena svoboda tisku a shromažďování a byl obnoven sněm ve staré podobě z roku 1831.

Velký znak Saského království

V otázce zřízení německého spolkového státu s vyloučením Rakouska pod předsednictvím Pruska Sasko nejprve sympatizovalo s Pruskem a vešlo s ním a s Hannoverskem ve „spolek tří králů“, ale brzy se od této myšlenky odvrátilo a postavilo se spolu s Rakouskem proti těmto snahám. Za krále Jana (1854–1873) Sasko s obavou sledovalo rostoucí pruský vliv a žárlivě střežilo suverenitu malých německých států. Z této snahy vyplynul projekt spolku všech menších německých států (1860), který měl bránit jejich nezávislost proti Prusku i Rakousku. V prusko-rakouském sporu o Šlesvicko-Holštýnsko bylo stanovisko Rakouska Sasku a menším státům bližší, a proto se s nimi Sasko postavilo při hlasování 11. června 1866 ve spolkové radě Německého spolku na stranu Rakouska.
V nastalé válce saská armáda o 32 000 mužů, netroufajíc si bránit Sasko, couvla do Čech, kde bojovala po boku Rakouska. Po porážce Rakouska následovala pruská okupace. Sasku se sice podařilo zajistit neztenčenost území, ale 21. října 1866 muselo přistoupit k nově založenému Severoněmeckému spolku pod vůdcovstvím Pruska, odstoupilo spolku poštu a telegrafy, zaplatilo Prusku válečné reparace ve výši 10 milionů tolarů a vzdalo se samostatné zahraniční politiky.

## Sasko jako spolkový stát Německého císařství
Sasko se pak v letech 1870–1871 účastnilo války s Francií.
Od 18. ledna 1871 bylo spolkovou zemí Německého císařství.

## Konec saského království
Po první světové válce převzaly 8. listopadu 1918 moc v Sasku dělnicko-vojenské rady, vůdce zdejší SPD Fleißner vyhlásil 10. listopadu 1918 Saskou republiku a 13. listopadu 1918 poslední král z rodu Wettinů Fridrich August III. abdikoval na zámku Guteborn u Ruhlandu. Pak zde do 14. března 1919 existovala tzv. Saská republika rad.
28. listopadu 1918 bylo zavedeno všeobecné, rovné volební právo pro muže a ženy od 21 let. V únoru 1919 byl pak zvolen první demokratický Saský parlament a 25. února 1919 vstoupila v účinnost nová ústava Svobodného státu Sasko (Der Freistaat Sachsen), který byl spolkovým státem Výmarské republiky.

## Seznam saských králů
- Fridrich August I. - (1806–1827), saským kurfiřtem jako Fridrich August III.
- Antonín I. - (1827–1836)
- Fridrich August II. - (1836–1854)
- Jan I. - (1854–1873)
- Albert I. - (1873–1902)
- Jiří I. - (1902–1904)
- Fridrich August III. - (1904–1918)